# Бад Вьорисхофен
Бад Вьорисхофен е град в Германия, област Бавария. Подчинен е на административния окръг Швабия. Намира се на 130 км от летище Мюнхен, на 60 км от Аугсбург и на 160 км от летище Щутгарт. Разположен е на 625 метра надморска височина на Баварското плато.
Градът е среднопланински курорт в Долните Алпи и е разположен на височина 626 м. Наброява около 13000 жители. Благодарение на старанието на местния пастор Себастиян Кнайп (1821 – 1897) в края на XIX век курортът добива необикновена популярност. Кнайп преработва многовековния опит на поколенията и дава началото на метод, основа на който е водолечението.
В основата на класическото лечение по метода на Кнайп лежи взаимодействието на 5 главни съставки: водна терапия, двигателна терапия, психотерапия, диетотерапия, регулиране на ежедневния живот.
В Бад Вьорисхофен лечебната вода се използва за пиене, къпане и лечебни процедури. През 2002 г. е открит нов комплекс с термална вода – благоухаещ тропически рай под стъклен купол. Топлите води с температура 37 градуса по Целзий извират от дълбочина 1100 м. Има палми, комплекс сауни, ароматен източник, специална пътечка за вани на краката по метода на Кнайп. В отделен павилион, полиран с оникс, се намират водопад и масажни душове.
Специализация на курорта:
сърдечно-съдови заболявания, алергични заболявания, ревматизъм, нарушения на обмяната на веществата, заболявания на дихателните пътища, заболявания на опорно-двигателния апарат.
Противопоказания: остри възпаления, заболявания на щитовидната жлеза, тежки нарушения на сърдечния ритъм, слединфарктно състояние.
Освен с лечението градът привлича и с добре организиран курортен живот. На разположение на почиващите са прекрасна природа и архитектурни забележителности, горски паркове, разходки из планината, през лятото – плажове, яхти и гребни лодки, тенис и голф, а през зимата и пързаляне със ски. В непосредствена близост са романтичният път на римляните, църквата на паломниците в Доршхаузен, прекрасната църква Свети Расо в стил „рококо“, построеният през XIV век замък „Минделбург“ в Минделхайм. Може да се достигне лесно и бързо както до Кралския дворец във Фюсен, така и до природата на Боденското езеро.